# Sowjetischer Fußballpokal 1979
Der Sowjetische Fußballpokal 1979 war die 38. Austragung des sowjetischen Pokalwettbewerbs der Männer. Pokalsieger wurde Dynamo Tiflis. Das Team setzte sich im Finale gegen Dynamo Moskau durch. Da Dynamo auch 1978 Meister wurde und am Europapokal der Landesmeister teilnahm, war die unterlegene Mannschaft aus Moskau für den Europapokal der Pokalsieger qualifiziert. 

## Modus
An dem Wettbewerb nahmen die 18 Erstligisten, die 24 Zweitligisten und die 6 Vizemeister aus den acht Gruppen der drittklassigen Wtoraja Liga teil. Zum ersten Mal wurde eine Gruppenphase eingeführt. Die Teams wurden in acht Gruppen zu je sechs Mannschaften aufgeteilt, in der eine einfache Runde gespielt wurde. Für einen Sieg gab es zwei Punkte, für ein Unentschieden einen Punkt und für eine Niederlage null. Nur die Sieger der acht Gruppen gelangten in die K.-o-Runde.
Stand es in den K.-o.-Spielen nach regulärer Spielzeit unentschieden, wurde das Spiel um zweimal 15 Minuten verlängert. Stand danach kein Sieger fest, wurden der Sieger per Elfmeterschießen ermittelt.

## Teilnehmende Teams
| Wysschaja Liga (18) | Wysschaja Liga (18) | Perwaja Liga (24) | Perwaja Liga (24) | Wtoraja Liga (6) |
| --- | --- | --- | --- | --- |
| - Dynamo Moskau - Lokomotive Moskau - Spartak Moskau - Torpedo Moskau - ZSKA Moskau - Ararat Jerewan - Dynamo Kiew - Dinamo Minsk - Dinamo Tiflis | - Kairat Alma-Ata - Krylja Sowetow Kuibyschew - Neftçi Baku - Pachtakor Taschkent - SKA Rostow - Schachtjor Donezk - Sarja Woroschilowgrad - Tschernomorez Odessa - Zenit Leningrad | - Alga Frunse - Dnjepr Dnjepropetrowsk - Dynamo Leningrad - Fakel Woronesch - Karpaty Lwow - Kolchostschy Aschchabat - Kuban Krasnodar - Kusbass Kemerowo - Metallist Charkow - Metallurg Saporoschje - Nistru Kischinjow - Pamir Duschanbe | - Schinnik Jaroslawl - SKA Odessa - Spartak Iwano-Frankowsk - Spartak Naltschik - Spartak Ordschonikidse - Swesda Perm - Tawrija Simferopol - Terek Grosny - Torpedo Kutaissi - Traktor Pawlodar - Uralmasch Swerdlowsk - FK Žalgiris Vilnius | - Awtomobilist Termiz - Guria Lantschchuti - Iskra Smolensk - Kolos Nikopol - Maschuk Pjatigorsk - Schachtjor Karaganda |

## Gruppenphase

### Gruppe 1
| Datum      |                      | Ergebnis |                       |
| ---------- | -------------------- | -------- | --------------------- |
| 28.02.1979 | Dinamo Tiflis        | 2:1      | Dynamo Leningrad      |
| 28.02.1979 | Torpedo Kutaissi     | 3:1      | SKA Rostow            |
| 28.02.1979 | Uralmasch Swerdlowsk | 3:0      | Sarja Woroschilowgrad |
| 03.03.1979 | Dinamo Tiflis        | 5:0      | Sarja Woroschilowgrad |
| 03.03.1979 | SKA Rostow           | 1:0      | Uralmasch Swerdlowsk  |
| 03.03.1979 | Torpedo Kutaissi     | 1:0      | Dynamo Leningrad      |
| 06.03.1979 | Dynamo Leningrad     | 1:1      | Sarja Woroschilowgrad |
| 06.03.1979 | Dinamo Tiflis        | 2:1      | SKA Rostow            |
| 06.03.1979 | Torpedo Kutaissi     | 1:0      | Uralmasch Swerdlowsk  |
| 09.03.1979 | Dinamo Tiflis        | 3:0      | Torpedo Kutaissi      |
| 09.03.1979 | SKA Rostow           | 5:3      | Sarja Woroschilowgrad |
| 09.03.1979 | Uralmasch Swerdlowsk | 1:0      | Dynamo Leningrad      |
| 12.03.1979 | Dinamo Tiflis        | 2:0      | Uralmasch Swerdlowsk  |
| 12.03.1979 | SKA Rostow           | 1:0      | Dynamo Leningrad      |
| 12.03.1979 | Torpedo Kutaissi     | 2:1      | Sarja Woroschilowgrad |

| Pl. | Verein                | Sp. | S | U | N | Tore    | Diff. | Punkte |
| --- | --------------------- | --- | - | - | - | ------- | ----- | ------ |
| 1.  | Dinamo Tiflis         | 5   | 5 | 0 | 0 | 014:200 | +12   | 10:0   |
| 2.  | Torpedo Kutaissi      | 5   | 4 | 0 | 1 | 007:500 | +2    | 08:20  |
| 3.  | SKA Rostow            | 5   | 3 | 0 | 2 | 009:800 | +1    | 06:40  |
| 4.  | Uralmasch Swerdlowsk  | 5   | 2 | 0 | 3 | 004:400 | ±0    | 04:60  |
| 5.  | Dynamo Leningrad      | 5   | 0 | 1 | 4 | 002:600 | −4    | 01:90  |
| 6.  | Sarja Woroschilowgrad | 5   | 0 | 1 | 4 | 005:160 | −11   | 01:90  |

### Gruppe 2
| Datum      |                        | Ergebnis |                        |
| ---------- | ---------------------- | -------- | ---------------------- |
| 28.02.1979 | Dynamo Kiew            | 1:0      | Iskra Smolensk         |
| 28.02.1979 | Dinamo Minsk           | 3:0      | Nistru Kischinjow      |
| 28.02.1979 | Zenit Leningrad        | 1:0      | Spartak Ordschonikidse |
| 03.03.1979 | Dynamo Kiew            | 4:0      | Zenit Leningrad        |
| 03.03.1979 | Iskra Smolensk         | 2:0      | Nistru Kischinjow      |
| 03.03.1979 | Spartak Ordschonikidse | 1:0      | Dinamo Minsk           |
| 06.03.1979 | Dynamo Kiew            | 0:0      | Dinamo Minsk           |
| 06.03.1979 | Iskra Smolensk         | 1:0      | Zenit Leningrad        |
| 06.03.1979 | Spartak Ordschonikidse | 2:0      | Nistru Kischinjow      |
| 09.03.1979 | Dynamo Kiew            | 1:0      | Nistru Kischinjow      |
| 09.03.1979 | Zenit Leningrad        | 1:0      | Dinamo Minsk           |
| 09.03.1979 | Iskra Smolensk         | 1:0      | Spartak Ordschonikidse |
| 12.03.1979 | Dynamo Kiew            | 1:1      | Spartak Ordschonikidse |
| 12.03.1979 | Dinamo Minsk           | 3:1      | Iskra Smolensk         |
| 12.03.1979 | Zenit Leningrad        | 0:0      | Nistru Kischinjow      |

| Pl. | Verein                 | Sp. | S | U | N | Tore    | Diff. | Punkte |
| --- | ---------------------- | --- | - | - | - | ------- | ----- | ------ |
| 1.  | Dynamo Kiew            | 5   | 3 | 2 | 0 | 007:100 | +6    | 08:20  |
| 2.  | Iskra Smolensk         | 5   | 3 | 0 | 2 | 005:400 | +1    | 06:40  |
| 3.  | Dinamo Minsk           | 5   | 2 | 1 | 2 | 006:300 | +3    | 05:50  |
| 4.  | Spartak Ordschonikidse | 5   | 2 | 1 | 2 | 004:300 | +1    | 05:50  |
| 5.  | Zenit Leningrad        | 5   | 2 | 1 | 2 | 002:500 | −3    | 05:50  |
| 6.  | Nistru Kischinjow      | 5   | 0 | 1 | 4 | 000:800 | −8    | 01:90  |

### Gruppe 3
| Datum      |                        | Ergebnis |                        |
| ---------- | ---------------------- | -------- | ---------------------- |
| 28.02.1979 | Pamir Duschanbe        | 3:2      | Dnjepr Dnjepropetrowsk |
| 28.02.1979 | Pachtakor Taschkent    | 1:0      | Alga Frunse            |
| 28.02.1979 | Schachtjor Donezk      | 2:1      | Traktor Pawlodar       |
| 03.03.1979 | Dnjepr Dnjepropetrowsk | 1:0      | Alga Frunse            |
| 03.03.1979 | Pamir Duschanbe        | 1:0      | Traktor Pawlodar       |
| 03.03.1979 | Schachtjor Donezk      | 1:1      | Pachtakor Taschkent    |
| 06.03.1979 | Dnjepr Dnjepropetrowsk | 2:1      | Schachtjor Donezk      |
| 06.03.1979 | Pamir Duschanbe        | 4:0      | Alga Frunse            |
| 06.03.1979 | Pachtakor Taschkent    | 2:0      | Traktor Pawlodar       |
| 09.03.1979 | Alga Frunse            | 0:0      | Traktor Pawlodar       |
| 09.03.1979 | Pamir Duschanbe        | 1:0      | Schachtjor Donezk      |
| 09.03.1979 | Pachtakor Taschkent    | 0:0      | Dnjepr Dnjepropetrowsk |
| 12.03.1979 | Dnjepr Dnjepropetrowsk | 5:0      | Traktor Pawlodar       |
| 12.03.1979 | Pamir Duschanbe        | 1:0      | Pachtakor Taschkent    |
| 12.03.1979 | Schachtjor Donezk      | 1:0      | Alga Frunse            |

| Pl. | Verein                 | Sp. | S | U | N | Tore    | Diff. | Punkte |
| --- | ---------------------- | --- | - | - | - | ------- | ----- | ------ |
| 1.  | Pamir Duschanbe        | 5   | 5 | 0 | 0 | 010:200 | +8    | 10:0   |
| 2.  | Dnjepr Dnjepropetrowsk | 5   | 3 | 1 | 1 | 010:400 | +6    | 07:30  |
| 3.  | Pachtakor Taschkent    | 5   | 2 | 2 | 1 | 004:200 | +2    | 06:40  |
| 4.  | Schachtjor Donezk      | 5   | 2 | 1 | 2 | 005:500 | ±0    | 05:50  |
| 5.  | Alga Frunse            | 5   | 0 | 1 | 4 | 000:700 | −7    | 01:90  |
| 6.  | Traktor Pawlodar       | 5   | 0 | 1 | 4 | 001:100 | −9    | 01:90  |

### Gruppe 4
| Datum      |                         | Ergebnis |                         |
| ---------- | ----------------------- | -------- | ----------------------- |
| 28.02.1979 | Metallist Charkow       | 2:0      | Kairat Alma-Ata         |
| 28.02.1979 | Schinnik Jaroslawl      | 2:0      | Kolchostschy Aschchabat |
| 03.03.1979 | Dynamo Moskau           | 2:0      | Kairat Alma-Ata         |
| 03.03.1979 | Kolchostschy Aschchabat | 0:0      | Awtomobilist Termiz     |
| 03.03.1979 | Schinnik Jaroslawl      | 2:1      | Metallist Charkow       |
| 06.03.1979 | Dynamo Moskau           | 1:0      | Schinnik Jaroslawl      |
| 06.03.1979 | Kairat Alma-Ata         | 5:0      | Awtomobilist Termiz     |
| 06.03.1979 | Metallist Charkow       | 0:0      | Kolchostschy Aschchabat |
| 09.03.1979 | Awtomobilist Termiz     | 1:0      | Metallist Charkow       |
| 09.03.1979 | Dynamo Moskau           | 4:0      | Kolchostschy Aschchabat |
| 09.03.1979 | Kairat Alma-Ata         | 3:0      | Schinnik Jaroslawl      |
| 12.03.1979 | Dynamo Moskau           | 1:0      | Metallist Charkow       |
| 12.03.1979 | Kairat Alma-Ata         | 3:1      | Kolchostschy Aschchabat |
| 12.03.1979 | Schinnik Jaroslawl      | 4:2      | Awtomobilist Termiz     |
| 14.03.1979 | Dynamo Moskau           | 3:0      | Awtomobilist Termiz     |

| Pl. | Verein                  | Sp. | S | U | N | Tore    | Diff. | Punkte |
| --- | ----------------------- | --- | - | - | - | ------- | ----- | ------ |
| 1.  | Dynamo Moskau           | 5   | 5 | 0 | 0 | 011:000 | +11   | 10:0   |
| 2.  | Kairat Alma-Ata         | 5   | 3 | 0 | 2 | 011:500 | +6    | 06:40  |
| 3.  | Schinnik Jaroslawl      | 5   | 3 | 0 | 2 | 008:700 | +1    | 06:40  |
| 4.  | Metallist Charkow       | 5   | 1 | 1 | 3 | 003:400 | −1    | 03:70  |
| 5.  | Awtomobilist Termiz     | 5   | 1 | 1 | 3 | 003:120 | −9    | 03:70  |
| 6.  | Kolchostschy Aschchabat | 5   | 0 | 2 | 3 | 001:900 | −8    | 02:80  |

### Gruppe 5
| Datum      |                    | Ergebnis |                    |
| ---------- | ------------------ | -------- | ------------------ |
| 28.02.1979 | Neftçi Baku        | 2:1      | Swesda Perm        |
| 28.02.1979 | Spartak Moskau     | 2:0      | Maschuk Pjatigorsk |
| 28.02.1979 | Terek Grosny       | 1:0      | SKA Odessa         |
| 03.03.1979 | Swesda Perm        | 2:1      | Terek Grosny       |
| 03.03.1979 | SKA Odessa         | 2:0      | Maschuk Pjatigorsk |
| 03.03.1979 | Spartak Moskau     | 1:0      | Neftçi Baku        |
| 06.03.1979 | Neftçi Baku        | 1:0      | Maschuk Pjatigorsk |
| 06.03.1979 | SKA Odessa         | 1:0      | Swesda Perm        |
| 06.03.1979 | Spartak Moskau     | 1:1      | Terek Grosny       |
| 09.03.1979 | Swesda Perm        | 2:0      | Maschuk Pjatigorsk |
| 09.03.1979 | Neftçi Baku        | 2:1      | Terek Grosny       |
| 09.03.1979 | Spartak Moskau     | 2:0      | SKA Odessa         |
| 12.03.1979 | Maschuk Pjatigorsk | 2:0      | Terek Grosny       |
| 12.03.1979 | Neftçi Baku        | 2:0      | SKA Odessa         |
| 12.03.1979 | Spartak Moskau     | 2:1      | Swesda Perm        |

| Pl. | Verein             | Sp. | S | U | N | Tore    | Diff. | Punkte |
| --- | ------------------ | --- | - | - | - | ------- | ----- | ------ |
| 1.  | Spartak Moskau     | 5   | 4 | 1 | 0 | 008:200 | +6    | 09:10  |
| 2.  | Neftçi Baku        | 5   | 4 | 0 | 1 | 007:300 | +4    | 08:20  |
| 3.  | Swesda Perm        | 5   | 2 | 0 | 3 | 006:600 | ±0    | 04:60  |
| 4.  | SKA Odessa         | 5   | 2 | 0 | 3 | 003:500 | −2    | 04:60  |
| 5.  | Terek Grosny       | 5   | 1 | 1 | 3 | 004:700 | −3    | 03:70  |
| 6.  | Maschuk Pjatigorsk | 5   | 1 | 0 | 4 | 002:700 | −5    | 02:80  |

### Gruppe 6
| Datum      |                       | Ergebnis |                       |
| ---------- | --------------------- | -------- | --------------------- |
| 28.02.1979 | Kuban Krasnodar       | 2:0      | Metallurg Saporoschje |
| 28.02.1979 | Lokomotive Moskau     | 4:0      | Spartak Naltschik     |
| 28.02.1979 | ZSKA Moskau           | 2:0      | Guria Lantschchuti    |
| 03.03.1979 | Metallurg Saporoschje | 1:1      | Guria Lantschchuti    |
| 03.03.1979 | Spartak Naltschik     | 1:1      | Kuban Krasnodar       |
| 03.03.1979 | ZSKA Moskau           | 1:0      | Lokomotive Moskau     |
| 06.03.1979 | Lokomotive Moskau     | 2:0      | Guria Lantschchuti    |
| 06.03.1979 | Metallurg Saporoschje | 1:0      | Spartak Naltschik     |
| 06.03.1979 | ZSKA Moskau           | 0:0      | Kuban Krasnodar       |
| 09.03.1979 | Guria Lantschchuti    | 1:1      | Spartak Naltschik     |
| 09.03.1979 | Lokomotive Moskau     | 0:0      | Kuban Krasnodar       |
| 09.03.1979 | ZSKA Moskau           | 2:0      | Metallurg Saporoschje |
| 12.03.1979 | Guria Lantschchuti    | 1:0      | Kuban Krasnodar       |
| 12.03.1979 | Lokomotive Moskau     | 1:0      | Metallurg Saporoschje |
| 12.03.1979 | ZSKA Moskau           | 4:0      | Spartak Naltschik     |

| Pl. | Verein                | Sp. | S | U | N | Tore    | Diff. | Punkte |
| --- | --------------------- | --- | - | - | - | ------- | ----- | ------ |
| 1.  | ZSKA Moskau           | 5   | 4 | 1 | 0 | 009:000 | +9    | 09:10  |
| 2.  | Lokomotive Moskau     | 5   | 3 | 1 | 1 | 007:100 | +6    | 07:30  |
| 3.  | Kuban Krasnodar       | 5   | 1 | 3 | 1 | 003:200 | +1    | 05:50  |
| 4.  | Guria Lantschchuti    | 5   | 1 | 2 | 2 | 003:600 | −3    | 04:60  |
| 5.  | Metallurg Saporoschje | 5   | 1 | 1 | 3 | 002:600 | −4    | 03:70  |
| 6.  | Spartak Naltschik     | 5   | 0 | 2 | 3 | 002:110 | −9    | 02:80  |

### Gruppe 7
| Datum      |                         | Ergebnis |                         |
| ---------- | ----------------------- | -------- | ----------------------- |
| 28.02.1979 | Ararat Jerewan          | 2:0      | Kolos Nikopol           |
| 28.02.1979 | Karpaty Lwow            | 2:0      | FK Žalgiris Vilnius     |
| 28.02.1979 | Tschernomorez Odessa    | 1:0      | Spartak Iwano-Frankowsk |
| 03.03.1979 | Ararat Jerewan          | 2:0      | Spartak Iwano-Frankowsk |
| 03.03.1979 | Karpaty Lwow            | 2:1      | Kolos Nikopol           |
| 03.03.1979 | Tschernomorez Odessa    | 0:0      | FK Žalgiris Vilnius     |
| 06.03.1979 | Ararat Jerewan          | 2:0      | FK Žalgiris Vilnius     |
| 06.03.1979 | Kolos Nikopol           | 0:0      | Spartak Iwano-Frankowsk |
| 06.03.1979 | Tschernomorez Odessa    | 2:2      | Karpaty Lwow            |
| 09.03.1979 | Ararat Jerewan          | 0:1      | Karpaty Lwow            |
| 09.03.1979 | Spartak Iwano-Frankowsk | 3:2      | FK Žalgiris Vilnius     |
| 09.03.1979 | Tschernomorez Odessa    | 1:0      | Kolos Nikopol           |
| 12.03.1979 | Ararat Jerewan          | 0:1      | Tschernomorez Odessa    |
| 12.03.1979 | Karpaty Lwow            | 1:0      | Spartak Iwano-Frankowsk |
| 12.03.1979 | Kolos Nikopol           | 3:0      | FK Žalgiris Vilnius     |

| Pl. | Verein                  | Sp. | S | U | N | Tore    | Diff. | Punkte |
| --- | ----------------------- | --- | - | - | - | ------- | ----- | ------ |
| 1.  | Karpaty Lwow            | 5   | 4 | 1 | 0 | 008:300 | +5    | 09:10  |
| 2.  | Tschernomorez Odessa    | 5   | 3 | 2 | 0 | 005:200 | +3    | 08:20  |
| 3.  | Ararat Jerewan          | 5   | 3 | 0 | 2 | 006:200 | +4    | 06:40  |
| 4.  | Kolos Nikopol           | 5   | 1 | 1 | 3 | 004:500 | −1    | 03:70  |
| 5.  | Spartak Iwano-Frankowsk | 5   | 1 | 1 | 3 | 003:600 | −3    | 03:70  |
| 6.  | FK Žalgiris Vilnius     | 5   | 0 | 1 | 4 | 002:100 | −8    | 01:90  |

### Gruppe 8
| Datum      |                           | Ergebnis |                           |
| ---------- | ------------------------- | -------- | ------------------------- |
| 28.02.1979 | Kusbass Kemerowo          | 2:1      | Fakel Woronesch           |
| 28.02.1979 | Tawrija Simferopol        | 1:2      | Krylja Sowetow Kuibyschew |
| 28.02.1979 | Torpedo Moskau            | 2:0      | Schachtjor Karaganda      |
| 03.03.1979 | Tawrija Simferopol        | 2:0      | Fakel Woronesch           |
| 03.03.1979 | Torpedo Moskau            | 0:0      | Krylja Sowetow Kuibyschew |
| 03.03.1979 | Schachtjor Karaganda      | 1:0      | Kusbass Kemerowo          |
| 06.03.1979 | Tawrija Simferopol        | 0:0      | Kusbass Kemerowo          |
| 06.03.1979 | Fakel Woronesch           | 2:1      | Torpedo Moskau            |
| 06.03.1979 | Schachtjor Karaganda      | 2:1      | Krylja Sowetow Kuibyschew |
| 09.03.1979 | Krylja Sowetow Kuibyschew | 1:0      | Fakel Woronesch           |
| 09.03.1979 | Tawrija Simferopol        | 3:2      | Schachtjor Karaganda      |
| 09.03.1979 | Torpedo Moskau            | 1:0      | Kusbass Kemerowo          |
| 12.03.1979 | Krylja Sowetow Kuibyschew | 2:1      | Kusbass Kemerowo          |
| 12.03.1979 | Tawrija Simferopol        | 1:0      | Torpedo Moskau            |
| 12.03.1979 | Fakel Woronesch           | 3:0      | Schachtjor Karaganda      |

| Pl. | Verein                    | Sp. | S | U | N | Tore    | Diff. | Punkte |
| --- | ------------------------- | --- | - | - | - | ------- | ----- | ------ |
| 1.  | Krylja Sowetow Kuibyschew | 5   | 3 | 1 | 1 | 006:400 | +2    | 07:30  |
| 2.  | Tawrija Simferopol        | 5   | 3 | 1 | 1 | 007:400 | +3    | 07:30  |
| 3.  | Torpedo Moskau            | 5   | 2 | 1 | 2 | 004:300 | +1    | 05:50  |
| 4.  | Fakel Woronesch           | 5   | 2 | 0 | 3 | 006:600 | ±0    | 04:60  |
| 5.  | Schachtjor Karaganda      | 5   | 2 | 0 | 3 | 005:900 | −4    | 04:60  |
| 6.  | Kusbass Kemerowo          | 5   | 1 | 1 | 3 | 003:500 | −2    | 03:70  |

## K.o.-Phase

### Viertelfinale
| Datum      |               | Ergebnis |                           |
| ---------- | ------------- | -------- | ------------------------- |
| 20.03.1979 | Dynamo Kiew   | 0:1      | ZSKA Moskau               |
| 20.03.1979 | Dynamo Moskau | 3:0      | Spartak Moskau            |
| 20.03.1979 | Dinamo Tiflis | 2:0      | Krylja Sowetow Kuibyschew |
| 20.03.1979 | Karpaty Lwow  | 3:1      | Pamir Duschanbe           |

### Halbfinale
| Datum      |               | Ergebnis  |               |
| ---------- | ------------- | --------- | ------------- |
| 09.06.1979 | ZSKA Moskau   | 1:2 n. V. | Dinamo Tiflis |
| 10.06.1979 | Dynamo Moskau | 2:1 n. V. | Karpaty Lwow  |

### Finale
| Paarung        | Dynamo Moskau – Dinamo Tiflis |
| Ergebnis       | 0:0 n. V.; 4:5 i. E. |
| Datum          | 11. August 1979 |
| Stadion        | Olympiastadion Luschniki, Moskau |
| Zuschauer      | 60.000 |
| Schiedsrichter | Juri Ignatow |
| Tore           | Elfmeterschießen: Dawit Qipiani Alexander Machowikow Wladimir Guzajew Wjatscheslaw Jegorowitsch verschießt 1:0 Alexander Maximenkow 1:1 Aleksandre Tschiwadse Alexei Petruschin 1:2 Witali Darasselia 2:2 Wadim Pawlenko 2:3 Ramas Schengelia 3:3 Alexander Bubnow 3:4 Manutschar Madschaidse 4:4 Nikolai Tolstych 4:5 Tengis Sulakwelidse Waleri Gassajew |
| Dynamo Moskau  | Nikolai Gontar – Jewgeni Lowtschew, Sergei Nikulin, Alexander Machowikow , Alexander Bubnow – Alexei Petruschin, Nikolai Kolessow, (80. Wadim Pawlenko), Nikolai Tolstych – Alexander Maximenkow, Alexander Minajew, Waleri Gassajew Cheftrainer: Wiktor Zarjow                                                                                            |
| Dinamo Tiflis  | Otar Gabelia – Tengis Sulakwelidse, Aleksandre Tschiwadse, Schota Chintschagaschwili, Dawit Mudschiri (61. Nugsar Kakilaschwiki) – Witali Darasselia, Manutschar Madschaidse , Wachtang Koridse (46. Dawit Qipiani) – Wladimir Guzajew, Gotscha Matschaidse, Ramas Schengelia Cheftrainer: Nodar Achalkazi                                                 |
| Gelbe Karten   | Nikolai Tolstych (112.) – keine |